# Fossò
Fossò ist eine italienische Gemeinde mit 7058 Einwohnern (Stand 31. Dezember 2023) in der Metropolitanstadt Venedig, Region Venetien.
Angrenzende Gemeinden sind Campolongo Maggiore, Camponogara, Dolo, Sant’Angelo di Piove di Sacco (PD), Stra und Vigonovo.